# Мартін О'Нілл
Мартін О'Нілл (англ. Martin O'Neill, нар. 1 березня 1952, Кілріа) — північноірландський футболіст, півзахисник. По завершенні ігрової кар'єри — тренер.

## Клубна кар'єра
У дорослому футболі дебютував 1971 року виступами за «Лісберн Дістіллері», в якій один сезон, взявши участь лише у 7 матчах чемпіонату.
Своєю грою привернув увагу представників тренерського штабу клубу «Ноттінгем Форест», до складу якого приєднався 1971 року. Після переходу в «Ноттінгем Форест» Мартін не демонстрував видатної гри. Так було до приходу в команду легендарного тренера Браяна Клафа в 1975 році, який зробив О'Ніла ключовим гравцем півзахисту «червоних». О'Ніл грав ключову роль в часи золотої ери клубу «Ноттінгем Форест», який вийшов у вищий дивізіон і виборов титул чемпіона Англії, став дворазовим володарем Кубка чемпіонів УЄФА та володарем Суперкубка УЄФА. Загалом Мартін відіграв за команду з Ноттінгема десять сезонів своєї ігрової кар'єри.
Згодом, з 1981 по 1983 рік, він грав у складі «Норвіч Сіті», з невеликою перервою на час виступів за «Манчестер Сіті».
Завершив професійну ігрову кар'єру у клубі «Ноттс Каунті», за який виступав протягом 1983–1985 років.

## Виступи за збірну
1971 року дебютував в офіційних матчах у складі національної збірної Північної Ірландії. Протягом кар'єри у національній команді, яка тривала 14 років, провів у формі головної команди країни 64 матчі, забивши 8 голів.
У складі збірної був учасником чемпіонату світу 1982 року в Іспанії, на якому був капітаном збірної, що перемогла господарку турніру у Валенсії і вийшла з першого місця з групи, що донині лишається найкращим результатом національної збірної Північної Ірландії на мундіалях.

## Кар'єра тренера
Розпочав тренерську кар'єру невдовзі по завершенні кар'єри гравця, 1987 року, очоливши тренерський штаб клубу «Грентем Таун».
Надалі очолював команди клубів «Шепшед Чартерхаус», «Вікем Вондерерз», «Норвіч Сіті», «Лестер Сіті», «Селтік» та «Астон Вілла», серез яких найкращим був вояж до Шотландії, де Мартін здобув три чемпіонства, три Кубка Шотландії, один Кубок Ліги та доходив до фіналу Кубка УЄФА.
З 3 грудня 2011 року по 30 березня 2013 року очолює тренерський штаб команди «Сандерленд».
5 листопада 2013 року був призначений головним тренерем збірної Ірландії. Очолював ірландську національну команду до 2018 року. За цей період зумів вивести команду до фінальної частини чемпіонату Європи 2016, де ірландці вийшли до плей-оф і припинили боротьбу вже на стадії 1/8 фіналу.
На початку 2019 року очолив тренерський штаб команди «Ноттінгем Форест», яка під його керівництвом завершила сезон на дев'ятому місці в Чемпіоншипі, після чого тренер залишив ноттінгемців.

## Титули і досягнення

### Як гравця
- Чемпіон Англії (1):

«Ноттінгем Форест»: 1977-78
- Володар Кубка англійської ліги (2):

«Ноттінгем Форест»: 1977-78, 1978-79
- Володар Суперкубка Англії з футболу (1):

«Ноттінгем Форест»:  1978
- Володар Кубка чемпіонів УЄФА (2):

«Ноттінгем Форест»: 1978-79, 1979-80
- Володар Суперкубка Європи (1):

«Ноттінгем Форест»: 1979

### Як тренера
- Володар Кубка англійської ліги (2):

«Лестер Сіті»: 1996-97, 1999-00
- Чемпіон Шотландії (3):

«Селтік»: 2000-01, 2001-02, 2003-04
- Володар Кубка шотландської ліги (1):

«Селтік»: 2000-01
- Володар Кубка Шотландії (3):

«Селтік»: 2000-01, 2003-04, 2004-05
- Фіналіст Кубка УЄФА (1):

«Селтік»: 2002-03